# Targionia indica
Targionia indica là một loài rêu trong họ Targioniaceae. Loài này được Udar & A. Gupta mô tả khoa học đầu tiên năm 1983.